# Região Geográfica Intermediária de Sousa-Cajazeiras
A Região Geográfica Intermediária de Sousa-Cajazeiras é uma das quatro regiões intermediárias do estado brasileiro da Paraíba e uma das 134 regiões intermediárias do Brasil, criadas pelo Instituto Brasileiro de Geografia e Estatística (IBGE) em 2017. É composta por 25 municípios, distribuídos em duas regiões geográficas imediatas.
Sua população total estimada pelo Instituto Brasileiro de Geografia e Estatística (IBGE) para 1º de julho de 2018 é de 296 692 habitantes, distribuídos em uma área total de 5 672,736 km².
Sousa é o município mais populoso da região intermediária, com 69 161 habitantes, de acordo com estimativas de 2018 do Instituto Brasileiro de Geografia e Estatística (IBGE).

## Regiões geográficas imediatas
| Região geográfica imediata | Municípios | População Estimativa 2018 | Área (km²) |
| -------------------------- | --- | ------------------------- | ---------- |
| Cajazeiras                 | Bom Jesus Bonito de Santa Fé Cachoeira dos Índios Cajazeiras Carrapateira Monte Horebe Poço de José de Moura Santa Helena São João do Rio do Peixe São José de Piranhas Serra Grande Triunfo | 154 454                   | 2 969,850  |
| Sousa                      | Aparecida Bernardino Batista Joca Claudino Lastro Marizópolis Nazarezinho Poço Dantas Santa Cruz São Francisco São José da Lagoa Tapada Sousa Uiraúna Vieirópolis                            | 142 238                   | 2 702,886  |
| Total                      | 25 | 296 692                   | 5 672,736  |